# 大井光長
大井 光長（おおい みつなが）は、鎌倉時代の武将、信濃国大井城城主。大井朝光（信濃国大井氏の祖）の嫡子。

## 略歴
承久元年（1219年）、大井朝光の長男に生まれる。
天福元年（1233年）11月、元服（15歳）。将軍頼経に拝謁し、朝光の遺領（大井荘12郷24邑）を継ぐ。『吾妻鏡』には、暦仁元年（1238年）、将軍上洛時や春日大社参詣時の随兵、寛元4年（1246年）、将軍頼嗣弓始めの射手、建長2年（1250年）、将軍家が閑院殿を造営した時、築地五本を造るなどの記述があり、光長は鎌倉に館を持って御家人を勤めていたと考えられる。
寛元2年（1244年）、佐久郡大井荘の「落合新善光寺」を創建し、善光寺三尊像を納めた。建長4年（1252年）、宗尊親王が将軍となり、鎌倉に入った時に拝謁した。文永3年（1266年）、惟康親王が将軍となった時に拝謁して、将軍家四代に奉仕した。
弘安2年（1279年）8月、落合新善光寺に梵鐘を寄進した。この梵鐘は小海町の松原諏訪神社に現存し、国の重要文化財に指定されている（通称「野ざらしの鐘」）。『一遍上人絵伝』巻五には、同年冬、時宗開祖の一遍上人が佐久郡を訪れ、大井太郎の館で踊念仏を行ったことがみえる。この大井太郎は光長のことと考えられている。また、光長は金磬（きんけい）を鋳造して一遍に奉った。（『一遍上人年譜略』）
弘安3年（1280年）12月、岩村田館（大井城）に卒す。（62歳）
光長には7人の男子がいる（『尊卑分脈』）。彦太郎時光（大室）、弥次郎光泰（長土呂）、三郎行光（嫡子、岩村田）、四郎行氏（耳取）、五郎宗光（森山）、六郎光盛（平原）、法華堂大井光信（僧）の7人で、各々大井庄の各地を受け継いだ（清和源氏信濃国大井之略系）、（『四鄰譚藪』）
父、大井朝光が大弐局から継承した出羽国由利郡の所領は弟の朝氏が統治したと考えられるが、由利十二頭の一の仁賀保氏の祖は時光の子、大井光家といわれる。（『由利郡中世史』）
なお、同名の甲斐守大井光長（光栄）は、光長の嫡子行光の孫である。